# Galena (Ohio)
Galena es una villa ubicada en el condado de Delaware en el estado estadounidense de Ohio. En el Censo de 2010 tenía una población de 653 habitantes y una densidad poblacional de 148,31 personas por km².

## Geografía
Galena se encuentra ubicada en las coordenadas 40°13′37″N 82°52′44″O / 40.22694, -82.87889. Según la Oficina del Censo de los Estados Unidos, Galena tiene una superficie total de 4.4 km², de la cual 4.14 km² corresponden a tierra firme y (6%) 0.26 km² es agua.

## Demografía
Según el censo de 2010, había 653 personas residiendo en Galena. La densidad de población era de 148,31 hab./km². De los 653 habitantes, Galena estaba compuesto por el 90.81% blancos, el 2.6% eran afroamericanos, el 0.46% eran amerindios, el 3.37% eran asiáticos, el 0.46% eran isleños del Pacífico, el 1.23% eran de otras razas y el 1.07% pertenecían a dos o más razas. Del total de la población el 2.3% eran hispanos o latinos de cualquier raza.